# Université technique de Munich
L’université technique de Munich (en allemand : Technische Universität München, TUM) est une université allemande, fondée en 1868 et localisée à Munich. Elle forme actuellement environ 38 000 étudiants avec 501 professeurs. Elle fait partie depuis 2006 des 9 universités allemandes dites « universités d'élite ». Cette appellation amorcée par le plan « initiative d'excellence » signifie que la TU Munich disposera de moyens supplémentaires dans le domaine de la recherche en particulier.
L'université a de nombreux accords de coopérations internationales favorisant les échanges d'étudiants, les doubles diplômes et les projets de recherche :
- Top Industrial Managers for Europe (TIME) ;
- Liens vers l'Asie organisés en tutorats et stages d'échange (LAOTSE) ;
- Université franco-allemande ;
- IMCC-USA.

Elle compte notamment environ 20 % d'étudiants étrangers soit environ 7 600 étudiants en 2014.
Elle fait partie du consortium d'universités qui délivre le master européen Mamaself dans le cadre du programme Erasmus Mundus.
- Master Sciences des matériaux avec l'université de Rennes I, l'université Louis-et-Maximilien de Munich, l'université de Turin.

Le site est desservi par la station Theresienstraße du métro de Munich.

## Chronologie

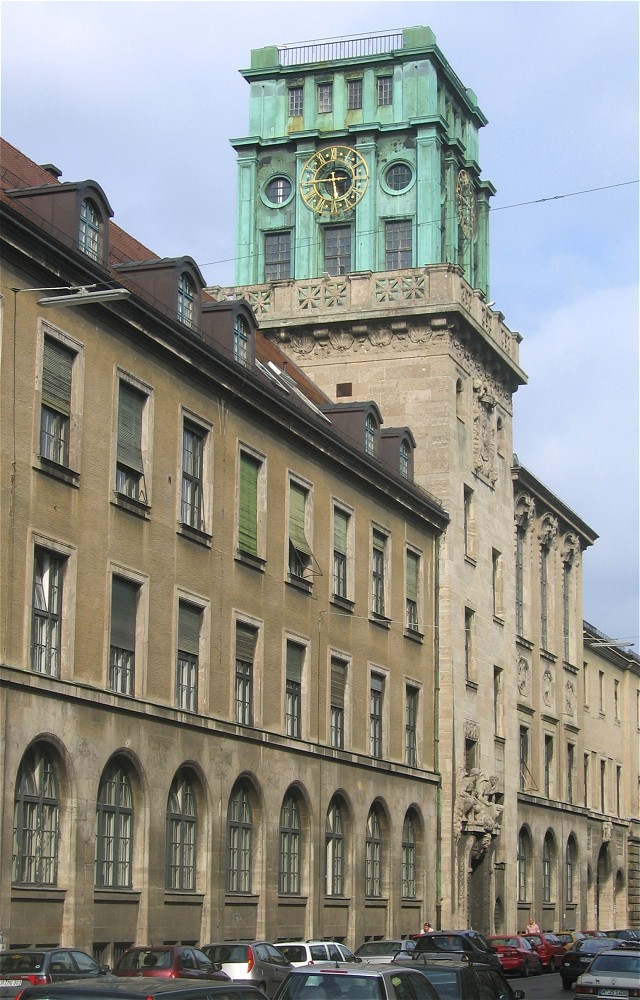
Entrée principale du campus, rue Gabelsberger, à Munich.

- 1868 : Fondation de l'Université par la duchesse Marie-Sophie.
- 1877 : Elle reçoit le titre de « Königlich Bayerische Technische Hochschule München ».
- 1901 : Elle reçoit le droit de délivrer des doctorats.
- 1902 : Le Principal est désormais élu par l'équipe enseignante.
- 1930 : Intégration du collège d'agriculture et d'élevage de Weihenstephan.
- 1949-1954 : Reconstruction du bâtiment principal par Robert Vorhoelzer. Construction de nouveaux bâtiments administratifs.
- 1957 : Elle reçoit le statut d'« entité publique ».
- 1958 : Débuts du Forschungsreaktor München (FRM) à Garching.
- 1967 : Débuts de la Faculté de médecine.
- 1970 : Elle est renommée « Technische Universität München ».
- 2000 : Débuts d'un centre pour les sciences du vivant, l'aménagement du territoire et l'environnement (WZW).
- 2002 : Fondation d'un German Institute of Science and Technology (en) à Singapour.
- 2004 : Débuts du Forschungsreaktor München II, une source de neutrons, le 2 mars.
- 2006 : La TU Munich devient université d'excellence.

Le centre de recherche d'Obernach est spécialisé en hydraulique. Il fait partie intégrante de la chaire de construction hydraulique et de gestion des eaux de l'université technologique de Munich (Technische Universität München).

## Facultés
Les différentes facultés de la TU sont réparties principalement sur trois emplacements : le campus historique du centre-ville, le nouveau campus de Garching et le campus de Freising-Weihenstephan (surtout connu pour sa brasserie Weihenstephan). À ces 3 campus s'ajoutent quelques bâtiments épars telle la clinique « Rechts der Isar » qui appartient à la faculté de médecine.
Dans le cadre d'une coentreprise avec l'université de Singapour, la TU Munich a ouvert en 2002 le « German Institute of Science and Technology » (GIST) dans la cité-État.

## Campus Munich centre-ville
- Faculté d'architecture
- Faculté de génie civil

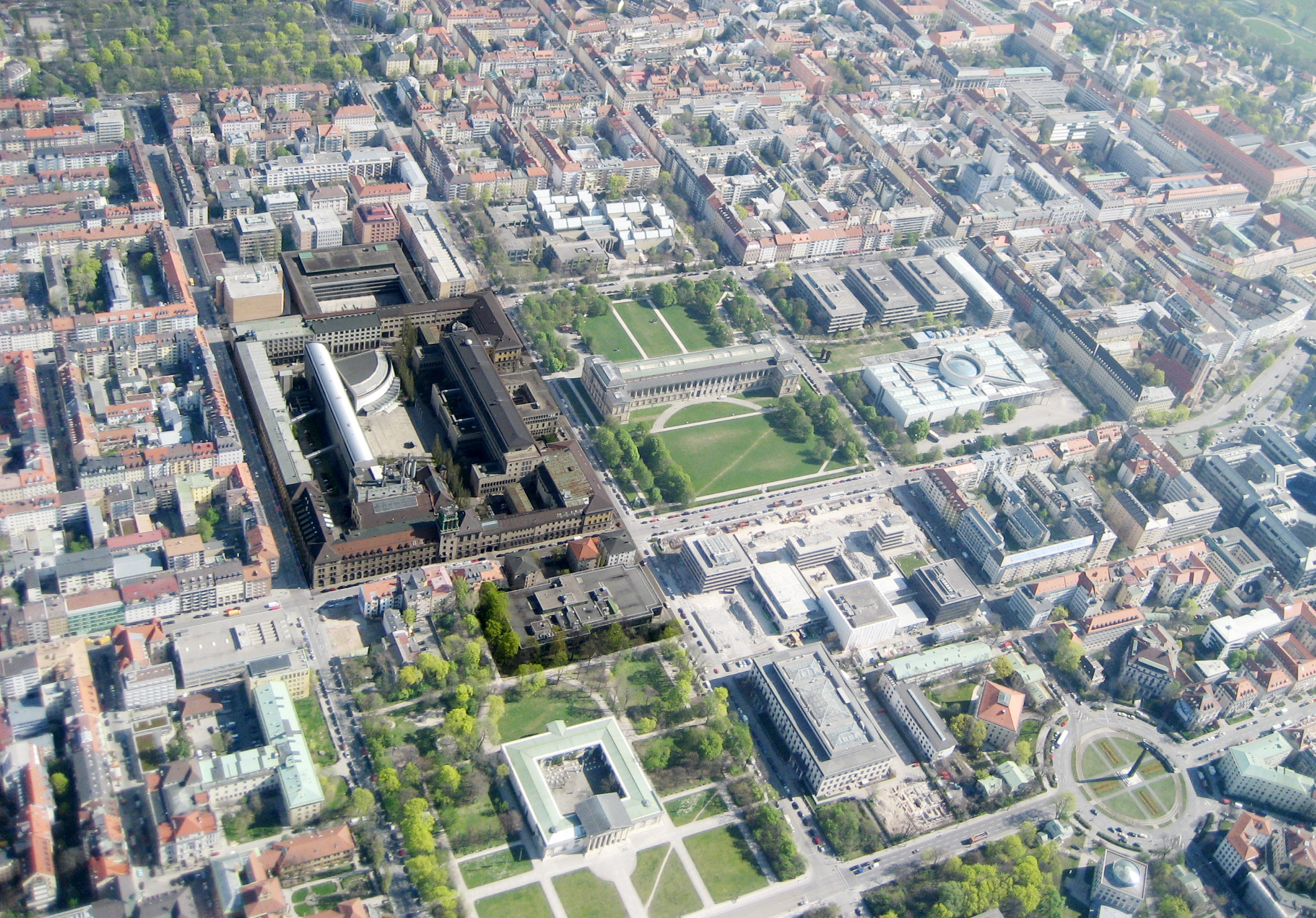
Vue aérienne du campus du centre-ville.

- Faculté d'électrotechnique et de techniques de l'information
- Faculté de sciences économiques
- Faculté de médecine (clinique « Rechts der Isar »)
- Faculté de sciences du sport (Olympiapark : Stade olympique de Munich)
- Faculté d'éducation (depuis le 1er octobre 2009)

## Campus de Garching
- Département de Chimie
- Faculté d'Informatique
- Faculté de Mécanique
- Faculté de Mathématique

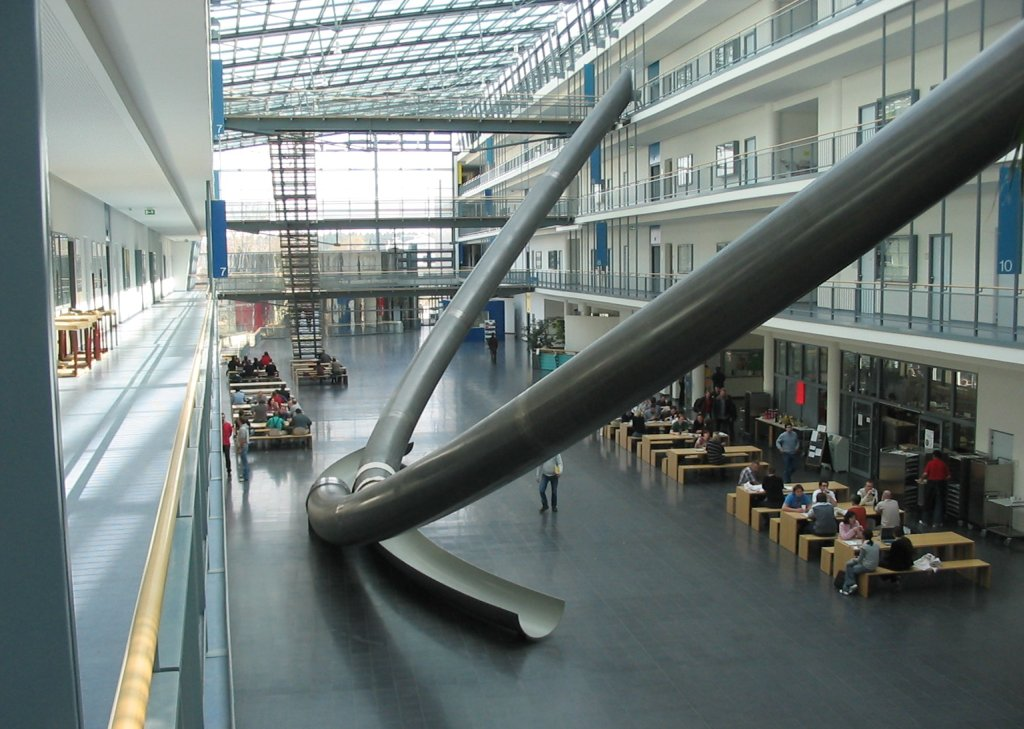
Toboggan parabolique de la faculté de mathématique et d'informatique.

- Institut central pour les techniques de la médecine
- Département de Physique

## Weihenstephan (Freising)
Le Centre des sciences de la vie, de l'alimentation et de l'environnement comprend 6 facultés :
- Sciences agricoles et horticoles
- Sciences de la vie
- Agroalimentaire et brasserie
- Nutrition
- Science forestière et gestion des ressources
- Architecture paysagère

## Rang
Au classement académique des universités mondiales par l'université Jiao Tong de Shanghai la TU Munich s'est longtemps affichée comme l'une des deux meilleures universités allemandes, avec l'université voisine : la LMU (université Louis-et-Maximilien de Munich).
| Année | Rang | Parmi les universités allemandes                |
| ----- | ---- | ----------------------------------------------- |
| 2003  | 60.  | 2. (après la LMU)                               |
| 2004  | 45.  | 1.                                              |
| 2005  | 52.  | 2. (après la LMU)                               |
| 2006  | 54.  | 2. (après la LMU)                               |
| 2007  | 56.  | 2. (après la LMU)                               |
| 2008  | 57.  | 2. (après la LMU)                               |
| 2009  | 57.  | 2. (après la LMU)                               |
| 2010  | 56.  | 2. (après la LMU)                               |
| 2011  | 47.  | 1.                                              |
| 2012  | 53.  | 1.                                              |
| 2013  | 50.  | 1.                                              |
| 2014  | 53.  | 3. (après la LMU et l'université de Heidelberg) |
| 2015  | 51.  | 2. (après l'université de Heidelberg)           |

## Centre de recherche d'Obernach

### Création du centre
Le centre a été fondé en 1931 par Oskar von Miller, grande figure bavaroise, qui est aussi à l'origine du Deutsches Museum de Munich et de la centrale hydroélectrique de Walchensee, la plus grande de son époque (1924). L'originalité du centre est d'utiliser l'eau de la rivière "Obernach", au bord de laquelle il est construit. Un réseau complexe de canaux permet d'acheminer l'eau dans plusieurs maquettes sur lesquels les chercheurs travaillent. Le centre dispose de halles d'expérimentation intérieures, où l'eau est d'abord puisée dans les canaux puis tourne avec une pompe, et de halles extérieures, où l'eau en provenance des canaux circule puis rejoint l'Obernach.

### Fonctionnement
Grâce à ces équipements importants, les chercheurs du centre peuvent étudier les phénomènes hydrauliques (cavitation…) ou naturels (sédimentation, érosion) sur des maquettes. Ce sont souvent de grands projets (barrages hydrauliques, aménagements fluviaux…). Aussi est-il intéressant d'observer ces ouvrages car les méthodes de simulation numérique se révèlent insuffisantes.
Actuellement, le centre fonctionne avec une quinzaine de chercheurs, doctorants et stagiaires. Les sujets d'études sont : le barrage de Sheireik au Soudan, le projet d'aménagement de la rivière Isar à Munich, et la cavitation.

## Coopération
L'université de Stuttgart possède une chaire de physique du bâtiment à l'Institut Fraunhofer de physique des bâtiments.